# João de França Castro e Moura
João de França Castro e Moura (São Cosme, Gondomar, 19 de Março de 1804 - Paço Episcopal, Sé, Porto, 16 de Outubro de 1868) foi um eclesiástico português, Bispo de Pequim e Bispo do Porto.

## Biografia

### Família
D. João de França Castro e Moura era filho de António João de França e de sua mulher e prima-irmã Rosa de França Castro e Moura, lavradores do lugar da Azenha, em São Cosme de Gondomar, irmã de João Bernardo de França Pereira de Castro, nascido em São Pedro de Pedroso a 27 de Maio de 1790, Cavaleiro da Real Ordem Militar de Nossa Senhora da Conceição de Vila Viçosa a 8 de Fevereiro de 1840, e de Bárbara Margarida Amália de França Pereira de Castro, nascida em São Pedro de Pedroso a 13 de Janeiro de 1786, casada com seu primo Manuel Joaquim de Castro, terceiro filho varão, nascido em São Salvador de Grijó a 14 de Janeiro de 1776, grande lavrador proprietário, do qual teve seis filhos e cinco filhas, um dos quais António Alexandrino Pereira de Castro, nascido em São Salvador de Grijó a 29 de Fevereiro de 1812 e falecido no Porto a 6 de Junho de 1877, Medalha da Real Efígie do Senhor Rei D. Miguel I de Portugal a 8 de Julho de 1830, quando ainda aluno do 3.° ano de Direito, Bacharel em Direito pela Faculdade de Direito da Universidade de Coimbra, Secretário da Câmara Municipal de Vila Nova de Gaia, proprietário, Senhor da Casa dos Cónegos e das Casas e Quintas do Monte Grande e da Serpente em Vilar de Andorinho, casado com Maria Isabel Tavares Barbosa Carneiro, nascida na Rua da Fábrica do Tabaco, Porto a 10 de Maio de 1817 e falecida no Porto a 13 de Julho de 1895, filha de Custódio Monteiro Barbosa Carneiro e de sua mulher Maria Nunes Tavares, Senhores da Quinta de Moeiro, nos Carvalhos, da qual teve três filhas e um filho. Uma das filhas, D. Ana Alexandrina Barbosa Carneiro de Castro, tornou-se com seu marido António Pereira Cardoso Mendes de Campos, Barão e Baronesa do Candal, Vila Nova de Gaia.
Seu pai era sobrinho paterno e sua mãe era filha de João Bernardo de França, nascido em São Salvador de Grijó a 16 de Setembro de 1733, Familiar do Santo Ofício da Inquisição do Porto por Carta de Familiar de 7 de Janeiro de 1774, Almotacé do Couto de Grijó, grande proprietário e "rendeiro que lucra cada ano mais de 600 mil cruzados", e de sua segunda mulher Bárbara Maria de Jesus Pereira de Castro e Moura, nascida em Vilar de Andorinho a 10 de Janeiro de 1759; neta paterna de Jean Bernard Pourrocq, depois João Bernardo de França, natural de Béarn, França, Almotacé do Couto de Grijó (filho de Pierre Bernard Pourrocq e de sua mulher Jeanne de Peyré, naturais de e moradores em Asson, Bispado de Lescar, no Béarn, e, conforme testemunho do Cônsul de França no Porto em 1773, exarado no Processo de Habilitação a Familiar do Santo Ofício de seu filho, os Conselheiros do Rei de França Jean de Pargade, Lugar Tenente General do Senado da Cidade de Pau, e Monsenhor Marc-Antoine de Noé, Bispo de Lescar, Abade de Simoré e Barão de Benéjacq, certificaram que os Pourrocq eram família de Clérigos e letrados que serviram muitas vezes de Juízes e Deputados na Assembleia Geral da Província de Béarn, tendo ocupado os cargos de maior honra e tido sempre sepultura própria na sua Freguesia de Asson), e de sua mulher, casados na Sé do Porto a 17 de Junho de 1731, Natália Coelho da Silva (filha de António Alves da Silva e de sua mulher Isabel Coelho da Silva, casados em São Pedro de Pedroso a 26 de Novembro de 1695); e neta materna de Manuel João Jacques, nascido em Vilar de Andorinho a 12 de Agosto de 1713, e de sua mulher, casados em São Cristóvão de Mafamude a 17 de Maio de 1752, Ana de Jesus Tomé Pereira de Castro, baptizada em São Cristóvão de Mafamude a 20 de Novembro de 1726, Senhores da Casa e Quinta da Serpente em Vilar de Andorinho, ela irmã de Clemente José Pereira de Castro, Capitão, Familiar do Santo Ofício da Inquisição do Porto por Carta de Familiar de 2 de Maio de 1769, filha e filho de quatro de Manuel José Alves de Castro, nascido em São Pedro de Pedroso a 20 de Março de 1740 e apadrinhado por seu tio paterno António de Castro, e de sua mulher Faustina Maria de Santo António de Castro, que viveram de suas fazendas em Corveiros, Grijó - ela filha natural de Amaro Moreira de Castro, baptizado em São Sebastião de Grijó a 17 de Março de 1689, Licenciado, e de Mariana Pinto dos Santos, de alcunha a Peniche, neta paterna de Manuel Moreira de Queirós, falecido em Santa Maria Madalena de Vila Nova de Gaia a 4 de Dezembro de 1734, e de sua mulher, casados antes de 1685, Catarina de Castro, nascida em Corveiros, Grijó, e neta materna de Manuel João de Pinho (filho de José Pinto e de sua mulher, casados em São Cristóvão de Mafamude a 24 de Novembro de 1699, Maria de Pinho, e neto materno de João de Pinho e de sua mulher, casados em São Cristóvão de Mafamude a 1 de Junho de 1651, Jerónima Rodrigues) e de sua mulher Maria dos Santos, nascida em São Salvador de Perosinho, e ele filho de Domingos de Castro, que vivia a 29 de Setembro de 1794 quando, com sua filha Maria Pereira, apadrinhou seu neto paterno José, filho de José Alves ou Pereira de Castro e de sua mulher Bernarda Maria Ferreira, e de sua mulher, casados em São Pedro de Pedroso a 23 de Abril de 1736, Mariana Antónia Pereira, falecida em São Pedro de Pedroso a 5 de Novembro de 1759, filha de Manuel António Pereira, nascido em Sanfalhos, Pedroso, e de sua mulher Maria da Maia, neta paterna de Manuel Pereira Soares, nascido em Sanfalhos legitimado conjuntamente com mais seis irmãos consanguíneos e irmãs consanguíneas a 17 de Março de 1654, e de sua mulher Helena Maria Domingues, e bisneta por varonia de Manuel Pereira Soares, Cavaleiro da Ordem Soberana e Militar Hospitalária de São João de Jerusalém, de Rodes e de Malta com morada no Mosteiro de São Salvador de Grijó, falecido com Testamento, oriundo dos Pereira da Casa dos Condes da Feira, e de Antónia, nascida em Sanfalhos, solteira. Os de Castro e os Pereira eram afins dos de Castro Pereira futuros Condes de Fijô.

### Infância e juventude
Com nove anos, em Outubro de 1815, "foi entregue aos cuidados de seu tio materno, o Dr. José de França Castro e Moura, vigário geral de Penafiel, para sob seu cuidado estudar Humanidades". Ambos residiram sucessivamente na mesma casa que, por esse motivo, ficou conhecida por Casa dos Cónegos, a qual foi demolida em Fevereiro de 1964 pela herdeira do primeiro possuidor estranho a esta família.
Em 1820, entrou para o seminário de Santo António no Porto, na Quinta do Prado. "O Bispo de então; D. João de Magalhães e Avelar conferiu-lhe Ordens Menores; e em 1823, destinando-se às Missões do Oriente, partiu para Lisboa, onde deu entrada no Convento de Rilhafoles, da Congregação da Missão e aí teve as primeiras preparações para Missionário até o dia 10 de Abril de 1825 em que partiu para Macau."

### China
Celebrou a sua primeira missa em Macau, no princípio do ano de 1830.
Em Agosto desse mesmo ano, parte para a China, e a Província de Fokien, mas, "vítima das perseguições dos naturais, tem de fugir para Chang-Hai". Depois, passou à Diocese de Nanquim, onde foi investido pelo Bispo desta Diocese, D. Caetano Pereira Pires, no cargo de Vigário Geral.
Doente, de paludismo, recebeu ordem para retirar-se para a Diocese de Pequim, em Novembro de 1833. Quando, em 2 de Novembro de 1838, morre D. Caetano Pereira Pires, Bispo de Nanquim, mas também Administrador Apostólico da Diocese de Pequim, D. João de França Castro e Moura fica a governar esta Diocese. Na época, os Bispos Portugueses do Ultramar não eram sagrados, estando interrompidas as relações diplomáticas entre Portugal e os Estados Pontifícios e a Santa Sé. Em 1840, esta última nomeou D. João "Bispo de Claudiópolis in partibus infidelium, na Arménia Menor, e administrator apostólico da dita diocese de Pequim". D. João não aceitou esta nomeação, o Governo Português não a sancionando.

### Bispo de Pequim
Em Novembro de 1841, estando reestabelecidas as relações entre Portugal e a Santa Sé, D. Maria II de Portugal apresentou D. João de França Castro e Moura Bispo de Pequim. Mas a nomeação para Bispo de Claudiópolis continuava, até que, em 28 de Abril de 1846, um Breve pontifício lhe foi expedido, onde estava declarado que, "se á data da recepção dele não estivesse sagrado Bispo de Claudiópolis, cessava a sua jurisdição na diocese de Pekim". Saíu então D. João desta diocese em 14 de Julho de 1847, e chegou a Macau em Agosto, "depois de ter permanecido no Império Chinês dezassete anos. E, com ele, terminou o exercício do nosso direito do Padroado na diocese de Pekim."

### Timor
Em Novembro de 1850, parte para "evangelizar os bárbaros da ilha de Timor", mas com pouco sucesso, voltando a Portugal, chegando a Lisboa em 1 de Abril de 1853. Em Julho de 1857, passa a viver em Campanhã, na Quinta do Pinheiro, onde se encontra o seminário dos Meninos Desamparados.

### Bispo do Porto
Em 27 de Fevereiro de 1862, é nomeado Bispo do Porto e Par do Reino.
Em 29 de Junho de 1867, encontra-se em Roma para a celebração do décimo-oitavo cententário do Martírio de São Pedro e São Paulo, sendo agraciado pelo Papa Pio IX com o título de Prelado Assistente ao Sólio Pontifício.

### Obras escritas
D. João era grande bibliófilo, e tinha uma grande biblioteca, com muitos livros chineses. Fez publicar por Ernesto Chardron e Bartolomeu H. de Morais, um manuscrito que possuía do Grande Diccionario Portuguez ou Thesouro da Lingua Portugueza, em cinco volumes, de Frei Domingos Vieira. Também escreveu a obra seguinte, que se encontrava manuscrita na Biblioteca Municipal do Porto, em 1936: 
- Breve Relação da propagação da religião christã na China desde o século XVI até aos nossos dias